# 青龍系列大獎
青龍系列大獎（：／ Cheongryong sirijeu eoueojeu）是由韓國自2022年起舉辦的影像媒體系列頒獎典禮。有鑑於觀眾對影像創作質素日益提高和在串流平台播出的原創電視劇的製作和投資的關注，頒獎典禮的影片候選資格將會涵蓋所有現有免費及收費電視台，以及在韓國服務的網上影片串流平台（Apple TV、Coupang Play、Disney+、Kakao TV、Netflix、TVing、Watcha、Wavve等等）的原創製作或有份投資製作的影像作品。

## 獎項
電視劇類
- 最優秀作品獎
- 男主角獎
- 女主角獎
- 男配角獎
- 女配角獎
- 新人男演員獎
- 新人女演員獎

綜藝節目類
- 最優秀作品獎
- 男子綜藝人獎
- 女子綜藝人獎
- 新人男子綜藝人獎
- 新人女子綜藝人獎

戲劇及綜藝節目類
- 人氣男明星獎（不分戲劇綜藝類；以網民投票選出）
- 人氣女明星獎（不分戲劇綜藝類；以網民投票選出）